# Agnese Tartaglione
Agnese Tartaglione (Sassuolo, 20 maggio 1994) è una hockeista su ghiaccio e hockeista in-line italiana.
Più volte vincitrice del campionato italiano e svizzero di hockey su giaccio, oltre ad una medaglia di bronzo olimpica, Agnese Tartaglione si è affermata negli anni come una delle migliori giocatrici della storia dell’hockey su ghiaccio, grazie anche alla sua precocità, esordendo fra i professionisti a soli 15 anni.

## Carriera
Nata a Sassuolo per caso Agnese è in realtà di Cortina d'Ampezzo in Veneto.

### Gli inizi
inizia l'attività all'età di sei anni con la squadra maschile SG Cortina, poiché la sezione femminile non esisteva, ma Agnese ha saputo mettersi in mostra ed è stata presa con la squadra maschile. Nel 2002 partecipa con il comitato veneto al Trofeo Caldart e nel 2003 viene convocata per la prima volta dalla nazionale italiana femminile di hockey su ghiaccio.
Nel 2006 e nel 2007 partecipa al campionato del mondo Pee - Wee Quebec Canada sempre con il comitato veneto, ottenendo ottimi risultati.
Sempre nella stagione 2006-2007 passa in prestito alla squadra (sempre maschile) HC Pieve di Cadore, con il quale vince il campionato italiano di categoria. 
Grazie a queste vittorie Agnese viene convocata al suo primo ritiro con la nazionale U-18 e disputa due partite.
Nel 2007 riceve dal CONI il premio "Sport Merito".

### Professionisti
Nella stagione 2007-2008 passa all'Agordo femminile con il quale disputa l'EWHL e disputa con la nazionale U-18 i mondiali di categoria di Velden.
Dal 2007 al 2010 Agnese conquista con l'Agordo 3 campionati italiani e un secondo posto, prima di essere stata ingaggiata all'età di soli 15 anni dal Lugano. Con il Lugano conquista un podio nella Women Champions Cup e due campionati svizzeri.
Nel 2011 all'età di 16 anni partecipa al Campionato mondiale di hockey su ghiaccio femminile con la nazionale italiana senior e lo stesso anno arriva prima alle qualificazioni per le olimpiadi junior Innsbruck. Sempre nello stesso anno ha disputato anche il mondiale U-18 ad Asiago.
Nel 2012 vince la medaglia di bronzo alle olimpiadi e partecipa ai mondiali senior a Hull.
Nel 2015 si prende una pausa dal mondo dell’hockey per motivi personali, ma durante questo periodo viene coinvolta in un incidente stradale che la costringe a sottoporsi a interventi chirurgici e riabilitazione. Dopo cinque anni riprende a giocare per il Dobbiaco, ma al termine della seconda stagione con il club bianco-rosso gli viene diagnosticata la miopatia muscolare, che la costringe a stare su una sedia a rotelle per mesi. Dopo essersi ripresa dalla malattia Agnese resta incinta.